# Alan Tabern
Alan Tabern (* 29. September 1966 in St Helens, Merseyside) ist ein englischer Dartspieler. Sein Spitzname lautet „The Saint“.

## Karriere
Er debütierte 2005 bei der Dart-Weltmeisterschaft der Professional Darts Corporation mit einem Sieg über Alex Roy. In der zweiten Runde scheiterte er an Mark Dudbridge. Bei der Weltmeisterschaft 2007 erreichte er das Viertelfinale, wo er dem späteren Sieger Raymond van Barneveld mit 0:5 unterlag. Ein Jahr später scheiterte er im Achtelfinale knapp gegen den dreizehnfachen Weltmeister Phil Taylor.
Bei der UK Q-School 2020 gelang es Tabern, sich eine Tour Card für die kommenden zwei Jahre zu sichern. Damit war Tabern für die UK Open 2020 qualifiziert. Dabei zeigte er eine gute Performance und nahm nacheinander Keane Barry, Steve Brown, Steve Lennon und Richard North aus dem Turnier. Erst in der fünften Runde wurde er von Stephen Bunting gestoppt, gegen den Tabern mit 2:10 verlor.
Trotz dieser guten Leistung sollte es das einzige Major bleiben, für welches er sich qualifizierte. Nur bei der German Darts Championship durfte Tabern noch einmal vor Publikum spielen. Er verlor aber in der ersten Runde mit 2:6 gegen Michael Smith.
Das Jahr 2021 begann für Tabern erneut mit den UK Open. Diesmal startete er direkt in Runde zwei, verlor hier aber auch direkt mit 5:6 gegen Gino Vos. Dafür gelang ihm die Qualifikation für die am Ende des Jahrs stattfindenden Players Championship Finals. Gegen den Premier-League-Sieger Jonny Clayton verlor er dann aber mit 4:6 und verpasste auch die WM-Qualifikation, womit Tabern im Januar 2022 wieder bei der Q-School starten musste. Dort war er in der Final Stage gesetzt. Er verfehlte jedoch das Ziel seine Tour Card zurückzugewinnen. Die darauffolgende Challenge Tour-Saison beendete Tabern auf Rang 63.
Bei der Q-School 2023 nahm Tabern erneut teil, wobei ihn die Qualifikation für die Final Stage gelang. In dieser erspielte er sich jedoch nur einen Punkt für die Rangliste und schied somit aus. Bei der darauffolgenden PDC Challenge Tour 2023 kam er zweimal ins Achtelfinale.
2024 war Tabern erneut für die Q-School gemeldet. Er gewann dabei an den ersten Tagen je ein Spiel, ließ den dritten Tag jedoch aus und konnte sich somit nicht mehr für die Final Stage qualifizieren.

## Weltmeisterschaftsresultate

### PDC
- 2006: 2. Runde (0:4-Niederlage gegen  Mark Dudbridge)
- 2007: Viertelfinale (0:5-Niederlage gegen  Raymond van Barneveld)
- 2008: 3. Runde (3:4-Niederlage gegen  Phil Taylor)
- 2009: 2. Runde (1:4-Niederlage gegen  Jacobus Stompé)
- 2010: 2. Runde (3:4-Niederlage gegen  Mark Dudbridge)
- 2011: 2. Runde (3:4-Niederlage gegen  Mark Walsh)
- 2012: 2. Runde (0:4-Niederlage gegen  Paul Nicholson)
- 2019: 2. Runde (1:3-Niederlage gegen  Michael van Gerwen)

## Titel

### PDC
- Pro Tour
  - Players Championships:
    - Players Championships 2008: 4, 17, 23

  - UK Open Qualifiers:
    - UK Open Qualifiers 2005/06: 7
- Secondary Tour Events
  - PDC Challenge Tour
    - PDC Challenge Tour 2014: 3, 8, 9
    - PDC Challenge Tour 2017: 20

### Andere
- 2008: Midlands Open
- 2009: Southport Open